# Pena privativa de libertad
Se denomina pena privativa de libertad a un tipo de pena impuesta por un juez o tribunal como consecuencia de un proceso penal y que consiste en quitarle al reo su efectiva libertad personal ambulatoria (es decir, su libertad para desplazarse por donde desee), fijando que para el cumplimiento de esta pena el sentenciado quede recluido dentro de un establecimiento especial para tal fin.
Es la sanción penal más común y drástica en los ordenamientos occidentales, supone la privación de la libertad del sujeto y, dependiendo del grado de tal privación pueden distinguirse las siguientes:
- Prisión.
- Arresto domiciliario.
- Destierro.

Cuando la pena privativa de libertad no tiene un plazo de finalización se la conoce como cadena perpetua.

## Diferencia con otras figuras
La pena privativa de libertad, tal como su nombre lo indica, consiste en privar de libertad de tránsito al individuo sentenciado. Se diferencia de la "prisión preventiva" porque la pena privativa es resultado de una sentencia firme y no de una medida transitoria (medida cautelar) como sucede con aquella. Además, su fin es distinto: la pena privativa de libertad tiene como fin castigar (penar) al condenado por el delito que ha cometido así como la reinserción social del individuo que trasgrede la norma, mientras que la prisión preventiva tiene la finalidad de evitar una posible fuga del acusado o la posible destrucción de pruebas.
Asimismo se diferencia de las denominadas "penas limitativas de derechos" en que la pena privativa no permite al reo conservar su libertad ambulatoria mientras la "pena limitativa de derechos" por cuanto ésta no afecta en modo alguno la libertad del reo para desplazarse y solamente impone la obligación de realizar ciertos actos (por ejemplo, prestar servicios a la comunidad) o el impedimento de ejecutar otros (ejercicio de una profesión, por ejemplo).
Una revisión sistemática de 14 estudios realizados en Estados Unidos, Europa y Australia, desde 1961 hasta 2013, concluyó que las penas privativas de libertad no son mejores ni peores que las penas no privativas de libertad para reducir la reincidencia. Si bien algunos estudios sugieren que las tasas de reincidencia son mayores en aquellos que van a prisión comparados con aquellos a quienes les dictan penas no privativas de libertad, estos resultados probablemente estén sesgados. A pesar de la evidencia, muchas sociedades del mundo siguen utilizando privativas de libertad como la principal estrategia de control de la delincuencia.

## Críticas y alternativas a la pena privativa de libertad
La pena de prisión nace en España en el siglo XVI, como sustituto de galeras o como trabajos forzados. En el siglo XVIII el objeto de las penas cambia debido a dos razones principalmente: el exceso de mano de obra de la revolución industrial y el pensamiento ilustrado de la época que creía en la rehabilitación del delincuente. Es de esta manera como se legaliza la pena y se empieza a imponer en tribunales, y a orientarla hacia la prevención.
En la actualidad, a pesar de los intentos por endurecer las penas privativas de libertad, hay corrientes que ven la pena de prisión como un método obsoleto e inhumano. Vemos por qué:
1. Desigualdad: La grandísima mayoría de los reos pertenecen a clases bajas y no altas, que se ven obligados a delinquir para mejorar sus precarias condiciones de vida.
2. Estigmatización: La pena de prisión “deshonra” al reo frente a la sociedad una vez que sale de la cárcel.
3. Marginación: derivada de la estigmatización.
4. Aislamiento de la sociedad: que produce la cárcel cuando su pretensión es resocializar.
5. Subculturas carcelarias: dentro de la propia prisión rigen unos códigos entre los presos.

Por todos estos motivos, se intenta llevar a cabo una sustitución de la pena de prisión, que tienda a una verdadera reinserción y resocialización del reo. Algunas de las medidas alternativas son las siguientes:
1. Multa.
2. Soluciones procesales: El fiscal y el abogado defensor llegan a un acuerdo. No apta para delitos graves.
3. Trabajos en beneficio de la comunidad.
4. Prisión abierta: Que otorgan más libertad de movimiento para los presos.
5. Regímenes de prueba: el juez no emite sentencia condenatoria, sino que establece unas condiciones que el delincuente debe cumplir en un determinado periodo de tiempo. Pasado ese tiempo, el juez decide condenar o dejar sin efectos el procedimiento.
6. Vigilancia electrónica: A través de pulseras o collares para obtener constantemente la localización de su portador.

## Duración de las penas privativas de libertad
Con respecto a la duración de las penas privativas de libertad, el artículo 36 del Código Penal español establece su duración, planteando como límite mínimo 3 meses y como límite máximo los 20 años, excepto en determinados casos.
El límite mínimo de los 3 meses fue introducido por la Ley Orgánica 15/2003, modificando el límite de 6 meses anterior. Esta modificación ha sido criticada porque se considera que no ayuda a la resocialización del condenado.
Con respecto a la duración máxima de la pena, la Ley Orgánica 7/2003 de 30 de junio amplia las penas máximas hasta 40 años, a pesar de que una reforma anterior establecía el límite máximo en 30.
El artículo 76 establece los máximos de pena excepcionales, a saber:
1. 25 años, cuando el sujeto haya sido condenado por 2 o más delitos y alguno de ellos esté condenado por la ley con pena de prisión de hasta 20 años.
2. 30 años, cuando el sujeto haya sido condenado por 2 o más delitos y alguno de ellos esté castigado por la ley con pena de prisión superior a 20 años.
3. 40 años, cuando el sujeto haya sido condenado por 2 o más delitos y, al menos, dos de ellos esté castigado por la ley con pena de prisión superior a 20 años.
4. 40 años, cuando el sujeto haya sido condenado por 2 o más delitos de terrorismo de la sección 2.ª del Capítulo V, Título XXIII del libro II del Código Penal español y alguno de ellos esté castigado por la ley con pena superior a 20 años.

También dice que la pena total no podrá exceder del triple del tiempo de la pena más grave o no podrá exceder los 20 años. Por lo que si el ese triplo excede los 20 años, la pena máxima será 20 años (siempre que no estemos ante una excepción de las anteriormente mencionadas).